# هرم النظام الرأسمالي

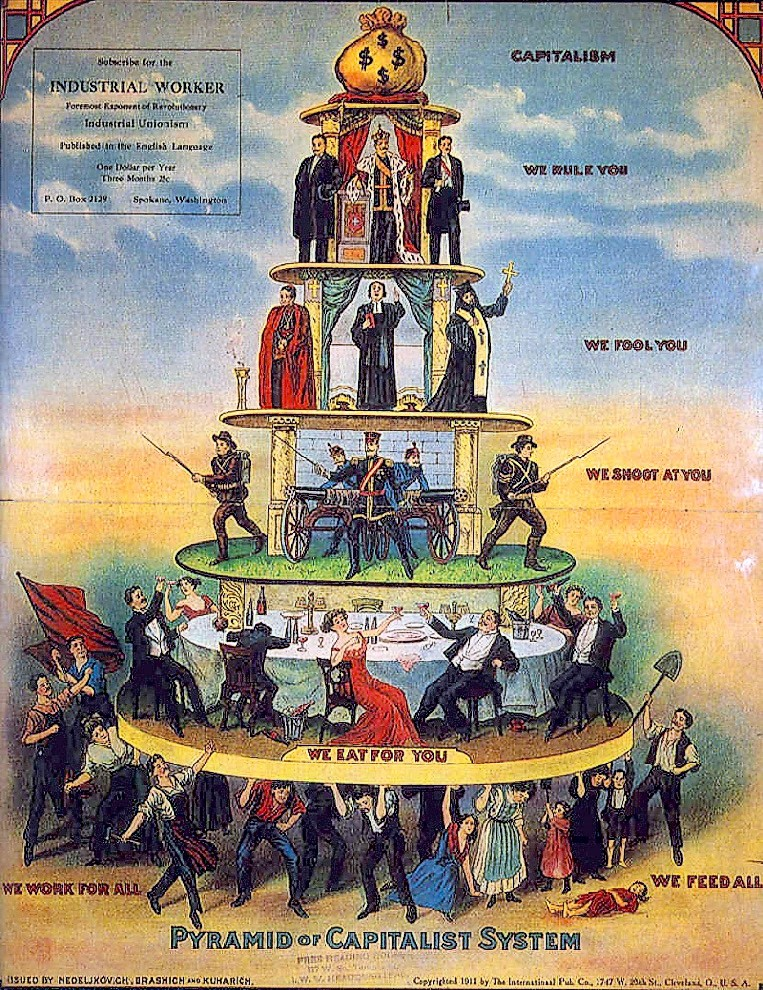
هرم النظام الرأسمالي

 هرم النظام الرأسمالي  (إنجليزية:Pyramid of Capitalist System) هو الاسم الشائع لكاريكاتور أميركي ناقد للرأسمالية صدر عام 1911 في صحيفة العامل الصناعي، ومستوحى من كاريكاتور روسي يعود للعام 1900. يركز الكاريكاتور على التدرج الاجتماعي المتمثل في الطبقة الاجتماعية ولامساواة اقتصادية. يُظهر الكاريكاتور هرما أو تسلسلاً اجتماعياً حيث الغالبية الفقيرة في الأسفل والأقلية الثرية في أعلى الهرم، متوجين بكيس أموال يمثل الرأسمالية. يبدأ التسلسل الطبقي من أعلى إلى أسفل كالتالي.:
- نحن نحكمكم: تظهر الطبقة العليا من الهرم ملكاً ورجلي دولة بجانبه.
- نحن نخدعكم: الطبقة الثانية وهم رجال الدين.
- نحن نطلق النار عليكم: الطبقة الثالثة وهم المسؤولين عن تنفيذ النظام من جيش وشرطة.
- نحن نأكل لأجلكم: الطبقة الرابعة هم الطبقة المتوسطة أو البرجوازيون.
- نحن نعمل لأجلكم جميعاً.. نحن نطعمكم جميعاً: الطبقة الأخيرة التي يستند عليها الهرم هم الطبقة العاملة أو البروليتاريا.

الرسالة الأساسية للكاريكاتور هي نقد التسلسل الهرمي للسلطة والثروة في النظام الرأسمالي، ويهدف لتسليط الضوء على تضحيات الطبقة العاملة التي تدعم الجميع، ويقترح أن انسحابهم سيؤدي لانهيار النظام الاجتماعي القائم برمته. هي نظرية مستوحاة من كارل ماركس وتقترب من مفهوم ديكتاتورية البروليتاريا. يُنسب هذا النوع من نقد الرأسمالية للإشتراكي الفرنسي لويس بلان.